# Lithacodia sordida
Lithacodia sordida là một loài bướm đêm trong họ Noctuidae.